# Raphaël Géminiani
Raphaël Géminiani (* 12. Juni 1925 in Clermont-Ferrand; † 5. Juli 2024) war ein französischer Radsportler.

## Leben
Raphaël Géminiani war von 1943 bis 1960 als Radrennfahrer aktiv. In Frankreich hatte er den Spitznamen le grand fusil (deutsch: „das große Gewehr“).
Seine besten Ergebnisse erzielte Géminiani bei Etappenrennen. 12 mal startete er bei der Tour de France, die er 10 mal beendete, darunter fünf Mal unter den ersten 10. Bei der Tour de France 1951 wurde er Zweiter 22 Minuten hinter Hugo Koblet. Zeitlich näher am Sieger war er 1958 als Dritter 3:41 Minuten hinter Charly Gaul. Insgesamt gewann er sieben Etappen der Tour de France und 1951 die Bergwertung. Auch bei den anderen Grand Tours war er erfolgreich. Seine besten Ergebnisse bei der Vuelta a España und beim Giro d’Italia erreichte er im Jahr 1955 als Dritter und Vierter, wobei bemerkenswert ist, dass er bei der anschließenden Tour de France 1955 Platz sechs belegte und sich damit bei allen Grand Tours dieses Jahres im Vorderfeld platzierte.
Weniger erfolgreich war Géminiani in den Eintagesrennen: Beim Klassiker Mailand–Sanremo wurde er 1952 Vierter, 1955 Neunter und 1958 Zehnter. Bei Straßenweltmeisterschaften belegte er 1953 Rang 9 und 1955 Rang 8.
1959 nahm er mit anderen Fahrern wie Fausto Coppi an Straßenradrennen in Obervolta teil. Wie Coppi infizierte er sich mit Malaria. Während Coppi an den Folgen starb, überlebte er nach Tagen im Koma die Krankheit.
Nach seiner aktiven Karriere wurde Géminiani Sportlicher Leiter des Radsportteams Saint-Raphaël-Géminiani-Dunlop, welches mit Jacques Anquetil mehrmals die Tour de France gewann. Bis zu seinem Tod war er eine in der französischen Radsportwelt hochangesehene Persönlichkeit.
Raphaël Géminiani starb am 5. Juli 2024 im Alter von 99 Jahren.

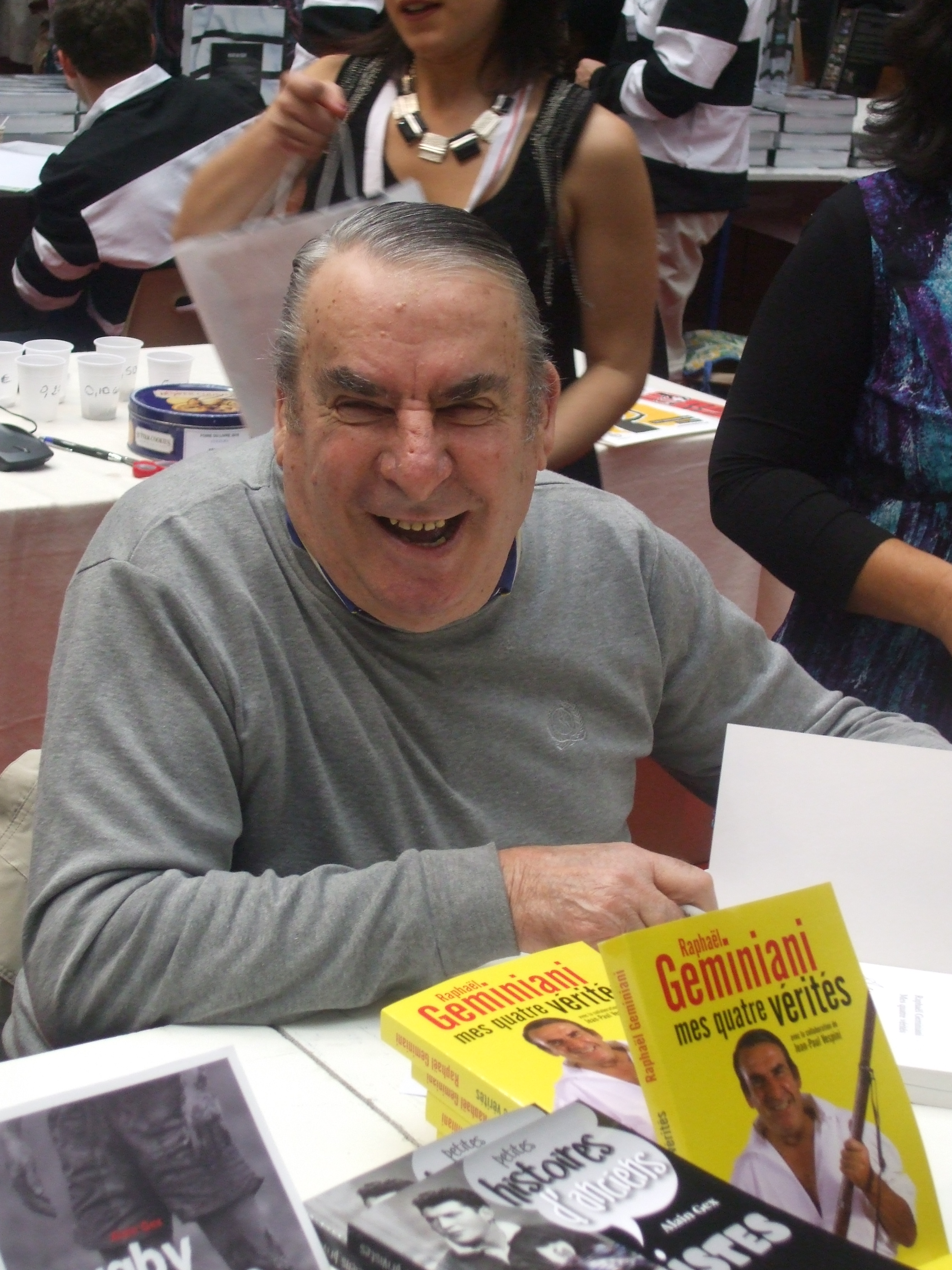
Raphaël Géminiani auf der Buchmesse Brive-la-Gaillarde, 2010

## Palmarès
1949
- eine Etappe Tour de France
- Circuit des villes d'eaux d'Auvergne

1950
- zwei Etappen Tour de France

1951
- Gesamtwertung Grand Prix Midi Libre
- Polymultipliee
- eine Etappe Critérium du Dauphiné Libéré
- eine Etappe und Bergwertung Tour de France

1952
- Bergwertung Giro d’Italia
- zwei Etappen Tour de France

1953
- eine Etappe Critérium du Dauphiné Libéré

1955
- eine Etappe Tour de France

1957
- Bergwertung Giro d’Italia

1958
- eine Etappe Giro di Sardegna

## Grand Tour-Platzierungen
| Grand Tour            | 1947 | 1948 | 1949 | 1950 | 1951 | 1952 | 1953 | 1954 | 1955 | 1956 | 1957 | 1958 | 1959 |
| --------------------- | ---- | ---- | ---- | ---- | ---- | ---- | ---- | ---- | ---- | ---- | ---- | ---- | ---- |
| Vuelta a EspañaVuelta | –    | –    | –    | –    | –    | –    | –    | –    | 3    | –    | 5    | –    | DNF  |
| Giro d’ItaliaGiro     | –    | –    | –    | –    | –    | 9    | 30   | –    | 4    | –    | 5    | 8    | –    |
| Tour de FranceTour    | DNF  | 15   | 25   | 4    | 2    | 11   | 9    | DNF  | 6    | 49   | –    | 3    | 28   |